# Coursera
Coursera is een Amerikaans bedrijf dat meer dan 1.954 opleidingen aanbiedt volgens het principe van Massive open online course, oftewel MOOC. Het bedrijf werkt samen met meer dan 140 universiteiten en onderwijsorganisaties in verschillende landen. 
Nederlandse partners van Coursera zijn de Universiteit Utrecht, Erasmus Universiteit Rotterdam, Technische Universiteit Eindhoven, Universiteit Leiden en Universiteit van Amsterdam.
Het bedrijf werd in 2012 opgericht door Andrew Ng en Daphne Koller, twee professoren van Stanford-universiteit. Sinds 2014 wordt het bedrijf geleid door Rick Levin.
Coursera biedt ook cursussen aan in samenwerking met universiteiten. Zo is het platform partner van HEC Paris voor de Executive Master in Innovation & Entrepreneurship. Dit programma is 100% online en heeft tot doel senior managers te trainen die gespecialiseerd zijn in deze twee gebieden in de loop van 18 maanden. Het werd ingehuldigd in maart 2017.